# Antonio Giorgetti
Antonio Giorgetti (Pescara, 5 giugno 1925 – ...) è stato un calciatore italiano, di ruolo centrocampista.

## Carriera
Ala, giocò per varie stagioni in Serie B con Pescara e Salernitana e per una stagione in Serie A con il Como.